# Damata dicyma
Damata dicyma är en fjärilsart som beskrevs av Edward P. Wiltshire 1958. Damata dicyma ingår i släktet Damata och familjen tandspinnare. Inga underarter finns listade i Catalogue of Life.